# 從此過著不幸福快樂的日子
《從此過著不幸福快樂的日子》（西班牙語：Érase una vez... pero ya no）是Netflix原創西班牙音樂喜劇電視劇，由墨西哥導演馬諾羅·卡羅開創、監製兼執導，製片商為Noc Noc Cinema。演員陣容包括哥倫比亞歌手賽巴斯汀·亞德拉、妮亞·科雷亞、莫妮卡·馬拉尼洛（Mónica Maranillo）、阿希爾·艾特先迪亞、瑪莉安娜·特維諾以及瑪莉歐拉·福恩特斯。
本劇於2022年3月11日在Netflix全球同步上映，評價多為負評。

## 劇情提要
傳說中小鎮上的貧窮漁夫愛上了公主殿下，卻遭到女王極力反對。漁夫想盡辦法讓女王見識自己堅決的心意與膽識，他將離開小鎮去參加戰爭。在他與公主暫時分別的日子裡，為了確保公主不會愛上別人，漁夫請求女巫為他和公主下魔咒，只要公主在漁夫回來之前能照顧好受詛咒的藍龍，他們就能永不分離；但只要藍龍有任何三長兩短，從此以後鎮上所有人只能過著不幸福且不快樂的日子。

## 演員及角色

### 主要角色
- 賽巴斯汀·亞德拉（英语：Sebastián Yatra） 飾演 迪亞哥（Diego）/ 馬西（Maxi）
- 妮亞·科雷亞（英语：Nia (singer)） 飾演 安娜（Ana）/ 胡安娜（Juana）
- 莫妮卡·馬拉尼洛（Mónica Maranillo）飾演 蘇萊妲公主（Soledad）/ 戈雅（Goya）
- 阿希爾·艾特先迪亞（英语：Asier Etxeandia） 飾演 弗羅伊蘭（Froilán）/ 安東尼奧（Antonio）
- 瑪莉安娜·特維諾（英语：Mariana Treviño） 飾演 多勒蘿絲女王（Queen Dolores）/ 蘿拉（Lola）
- 瑪莉歐拉·福恩特斯（英语：Mariola Fuentes） 飾演 法蒂瑪女王（Queen Fátima）/ 席夢娜（Simona）

### 客串角色
- 蘿西·德帕瑪（英语：Rossy de Palma） 飾演 迪亞哥的母親 / 瑪夢（Mamen）
- 伊茲雅·卡斯楚（英语：Itziar Castro） 飾演 艾洛伊莎（Eloísa）/ 坎德拉（Candela）
- 胡利安·維拉格蘭（英语：Julián Villagrán） 飾演 安瑟莫（Anselmo）/ 里歐（Leo）
- 丹妮拉·維加（英语：Daniela Vega） 飾演 女巫 / 恩娜莫拉（Enamora）

## 集數
| 集數 | 標題                                      | 導演                                    | 編劇 | 上線日期      |
| ---- | ----------------------------------------- | --------------------------------------- | --- | ------------- |
| 1    | 如果你不回來 Si tú no vuelves             | 馬諾羅·卡羅、弗蘭·格蘭德（Fran Grande） | 金·托雷斯（Kim Torres）、娜塔莉亞·加西亞·阿加茲（Natalia García Argaz）、加布里埃爾·努西歐（Gabriel Nuncio） | 2022年3月11日 |
| 2    | 不負責任 Irresponsables                   | 馬諾羅·卡羅、弗蘭·格蘭德                | 馬諾羅·卡羅、金·托雷斯、娜塔莉亞·加西亞·阿加茲                                                               | 2022年3月11日 |
| 3    | 我們曾經相愛 Fuimos amor                  | 馬諾羅·卡羅、弗蘭·格蘭德                | 馬諾羅·卡羅、金·托雷斯、娜塔莉亞·加西亞·阿加茲                                                               | 2022年3月11日 |
| 4    | 我不會被打敗 Sobreviviré                  | 馬諾羅·卡羅、弗蘭·格蘭德                | 馬諾羅·卡羅、金·托雷斯、娜塔莉亞·加西亞·阿加茲                                                               | 2022年3月11日 |
| 5    | 我不是那種女孩 Yo no soy esa              | 馬諾羅·卡羅、弗蘭·格蘭德                | 馬諾羅·卡羅、金·托雷斯、娜塔莉亞·加西亞·阿加茲                                                               | 2022年3月11日 |
| 6    | 我們總是生活在一起 Vivimos siempre juntos | 馬諾羅·卡羅、弗蘭·格蘭德                | 馬諾羅·卡羅、金·托雷斯、娜塔莉亞·加西亞·阿加茲                                                               | 2022年3月11日 |

## 製作
《從此過著不幸福快樂的日子》為Netflix首部西班牙音樂電視劇，由《有人必須死》的墨籍導演馬諾羅·卡羅開創、監製兼執導，並由《玩命關頭6》、《逃出天堂島》和《菁英殺機》的路卡斯·維達製作電視劇原聲帶。本劇的三位領銜主演賽巴斯汀·亞德拉、妮亞·科雷亞和莫妮卡·馬拉尼洛（Mónica Maranillo）皆為歌手或詞曲創作人。

## 外部連結
- 互联网电影数据库（IMDb）上《從此過著不幸福快樂的日子》的资料（英文）
- 在Netflix上觀看《從此過著不幸福快樂的日子》